# Socet (okręg Hunedoara)
Socet – wieś w Rumunii, w okręgu Hunedoara, w gminie Cerbăl. W 2011 roku liczyła 55 mieszkańców.